# 페트리 바리스
페트리 요한네스 바리스(핀란드어: Petri Johannes Varis, 1969년 5월 13일 ~ )는 핀란드의 은퇴한 아이스하키 선수로 포지션은 레프트윙이다. 대부분의 선수 경력을 핀란드 SM리가에서 보냈으며, 북미의 내셔널 하키 리그(NHL), 독일, 스위스 리그에서 뛰기도 했다. 1994년에 핀란드 국가대표로서 올림픽에 참가하여 동메달을 획득했다.

## 클럽 경력
핀란드 바르카우스 출신으로 핀란드 2부 리그인 I디비시오나의 카르후 키사트의 유소년 클럽에서 뛰었고, 이후 카르후 카사트에서 프로 선수 경력을 시작했다. 1991-92 시즌에 포리를 연고로 하는 포린 애새트로 이적하여  SM리가 활동을 시작했다. 2시즌 동안 포린 애새트에서 뛴 후 1993년에 헬싱키의 요케리트로 이적하였고, 1993-94 시즌에 요케리트의 SM리가 우승에 기여했으며, 1994-1995 시즌에는 유러피언 컵 우승에 기여하였고, 올해의 SM-리가의 선수로 선정되었다. 1993년에는 NHL 드래프트 6라운드에서 우선 순위 132위로 새너제이 샤크스에게 지명되었으나 북미로 가지는 않고 핀란드 리그에 잔류했다. 1996년에는 핀란드 리그 플레이오프에서 우수한 경기를 펼친 선수에게 주는 야리 쿠리 상을 받았으며, 1997년에 핀란드 리그 최다 골 기록자에게 주는 아르네 홍카바라 트로피와 핀란드 리그 최다 득점자에게 주는 벨리페카 케톨라 트로피를 받았다.
이후 1997년 후반에 북아메리카로 건너가 인터내셔널 하키 리그(IHL)의 인디애나폴리스 아이스와 NHL의 시카고 블랙호크스에 뛰면서 NHL 1경기 출전했다. 그러나 한 시즌 만에 독일로 건너가 쾰른을 연고로 하는 도이체 아이스하키 리그(DHL)의 쾰너 하이에로 이적하여 1시즌을 뛰었다. 이후 다시 핀란드로 돌아와 요케리트의 부주장을 역임했고, 2시즌을 뛰다가 스위스로 건너가 스위스 내셔널 리그 A의 ZSC 라이온스와 내셔널 리그 B의 GCK 라이온스에서 뛰었다. 이후 다시 핀란드로 돌아와 타파라에서 한 시즌을 뛴 후 다시 요케리트에서 4년 간 주장으로 뛰다가 은퇴했다.
2013년 12월 13일 요케리트 구단은 바리스의 등 번호 23번을 영구 결번으로 선언하였다.

## 국가대표팀 경력
1992년부터 핀란드 국가대표로 활동했다. 1994년에 노르웨이 릴레함메르에서 열린 1994년 동계 올림픽에 핀란드 국가대표로 참가했다. 5경기에 출전하여 노르웨이전에서 1골을 넣었으며, 체코와의 경기에서 마르코 팔로와 함께 얀네 오야넨의 골을 어시스트했다. 핀란드는 러시아를 꺾고 동메달을 획득했다. 1997년에는 모국 핀란드에서 열린 세계 선수권 대회에 참가하여 8경기에 출전하여 2골을 넣고 어시스트 3개를 기록했다.